# Francisco Caamaño
Francisco Alberto Caamaño Deñó (Santo Domingo, 11 de junho de 1932 - Cordilheira Central, 16 de fevereiro de 1973) foi um militar dominicano que ocupou o cargo de presidente provisório da República Dominicana durante a Guerra de Abril de 1965.
Foi um dos líderes do movimento para restaurar o presidente democraticamente eleito, Dr. Juan Bosch, que havia sido derrubado por um  golpe militar patrocinado pela CIA em setembro de 1963. Esta facção de apoiantes passou a ser conhecida como Constitucionalistas, pelo seu desejo de retornar a uma forma legítima e constitucional de governo, em oposição à junta militar que estava no poder.
Como os Constitucionalistas tomaram com sucesso Santo Domingo ao longo dos primeiros dias do levante, o presidente estadunidense Lyndon Johnson ordenou a invasão pelo Exército dos Estados Unidos, apelidada como Operação Power Pack, com o pretexto de que a vida dos cidadãos estadunidenses precisava ser protegida. Um fator, que esteve sem dúvida mais envolvido na decisão, foi o temor de que os Constitucionalistas conduziriam a um regime comunista no país, e esse risco de "outra Cuba" era algo que não seria permitido.
Durante este período, Caamaño foi de facto e, indiscutivelmente, de jure, o presidente da República Dominicana. Depois de alguns meses de combates dos Constucionalistas, que estavam em menor número e desarmados pelas forças estrangeiras, Caamaño e seus homens consentiram em um acordo de reconciliação e assim terminou o governo Consitucionalista.
Enfrentando ameaças e ataques contínuos durante os meses seguintes, Camaaño aceitou um acordo imposto pelo governo dos Estados Unidos. O presidente provisório dominicano, Héctor García Godoy, enviou o coronel Caamaño como adido militar da embaixada dominicana para o Reino Unido. Enquanto esteve lá, foi contatado pelas autoridades cubanas e fugiu para Cuba para iniciar um grupo guerrilheiro. 
Durante o inverno de 1973, após vários anos permanecendo low-profile, Caamaño conduziu o desembarque de um pequeno grupo de rebeldes em Playa Caracoles, próximo de Azua e depois para as montanhas da Cordilheira Central, com o objetivo de iniciar uma revolução camponesa para derrubar o presidente dominicano Joaquín Balaguer. O governo de Balaguer era repressivo e altamente centralizador nesse período, lembrando muito o regime de Rafael Trujillo na qual Balaguer havia sido um dos presidentes fantoches do ditador e assessores próximos. Depois de algumas semanas de guerra de guerrilha contra o exército regular de Balaguer e após não ter recebido muito do tão esperado apoio camponês, Caamaño foi ferido e capturado pelas forças do governo dominicano, e depois sumariamente executado.